# Cavalões
Cavalões is een plaats (freguesia) in de Portugese gemeente Vila Nova de Famalicão en telt 1465 inwoners (2001).